# François Delauney
François Delauney de Fresney, né à Laval le 7 octobre 1729 et décédé le 22 février 1799 à Laval, est un industriel et homme politique français. Industriel et négociant, il est le fondateur de manufactures de toiles à Laval. Il est anobli par Louis XVI en 1785. Il sera aussi échevin de Laval. Ami du ministre Jacques Necker, il était le propriétaire du château de Bel-Air à Laval.

## Biographie

### Origine
Fils de Pierre Delauney, négociant, et de Marie Leroy, il est l'oncle de Prosper Delauney et Léon Delauney. François Delauney  était propriétaire du domaine de Villeray, aux Moutiers-en-Cinglais.  Il est connu pour l'introduction avec succès, à Laval, la fabrication des toiles à voiles.

### Industrie de la toile
Il crée en 1752 d'importantes manufactures de toiles à Laval. Il rend à la manufacture des toiles de Laval d'importants services.
Ces manufactures procureront du travail et assureront la subsistance aux habitants de plus de 60 paroisses des environs en considération desquels Louis XVI lui accorda des lettres de noblesse héréditaires à lui et à tous ses descendants légitimes, nés et à naître, des deux sexes. Louis XVI anoblit en juillet 1785 la famille Delauney en récompense de la loyauté qu'il avait mise à remplir les fournitures de toiles des armées navales pendant la guerre de Sept Ans.
François Delauney introduit à Laval la fabrication des toiles à voile. Aristide Aubert du Petit-Thouars lui demandait dans des lettres enthousiastes livraison à Brest de voiles pour sa flotte au moment de partir à la recherche de Jean-François de La Pérouse. Ses fournitures pour la marine de l'État sont attestées par plusieurs mandats signés du roi et trouvés dans ses papiers.

### Homme politique
Membre de l'assemblée provinciale du Mans où il représente le Tiers-État de Laval, en compagnie de René Enjubault de la Roche, puis de celle des trois provinces à Tours, il ne peut s'y rendre. Mais il est néanmoins nommé membre du bureau de l'agriculture, du commerce et du bien public, et assiste ensuite aux délibérations.
Il est élu l'un des douze notables de la municipalité de Laval en février 1790.
Il est nommé juge consul le 3 février 1791. Il assiste avec son frère Julien-Nicolas et ses neveux Léon et Prosper, à l'expérience de Claude Chappe. Il assiste à Brûlon aux premières expériences du télégraphe des frères Chappe, dont il est cousin. Claude Chappe réalisa sa première expérience publique de communication à distance entre Parcé-sur-Sarthe et Brûlon le 2 mars 1791. L'expérience consista à placer deux cadrans mobiles dotés d'aiguilles et de chiffres, appelés tachygraphe, installés respectivement dans son village natal de Brûlon, distant de 14 km, et le village de Parcé. L'expérience, qui consistait à envoyer un message dans chaque sens, fut réussie et authentifiée par un compte rendu officiel. Claude Chappe put, avec ces preuves de fonctionnement, se rendre à Paris pour promouvoir son invention.
Notable et électeur pour l'Assemblée Législative le 28 juin, il est membre du comité de surveillance pour la section de la Liberté, le 11 juin 1793. Le représentant René François-Primaudière son ami intime, logeait chez lui pendant ses séjours à Laval, et lui confiait sa fille pendant ses absences. Delauney transmettait au conventionnel sa correspondance et ses pétitions qui lui étaient adressées. Il dépose, avec son frère Julien-Nicolas Delauney de La Motte contre les terroristes lavallois.
Il n'est pas inquiété pendant la Terreur, mais il a grand peur et prend contre le danger de petites précautions. La consternation et la stupeur ont été si profondes à Laval pendant les mois de nivôse, pluviôse et ventôse, indique-t-il, qu'il fut fait peu ou point d'affaires ; parce que le commerce était paralysé, que les citoyens les plus purs n'osaient sortir de chez eux. Ils ne se couchaient qu'avec la crainte d'être enlevés pendant la nuit. On disait publiquement qu'il fallait anéantir le commerce et imiter Carrier à Nantes. Il avoue qu'il envoyait tous les jours du lait et du beurre à la citoyenne Bescher.

### Correspondance
Certaines sources attribuent à Delauney l'ouvrage Histoire d'un pou françois ou l'espion d'une nouvelle espèce tant en France qu'en Angleterre contenant les portraits de personnages intéressans dans ces deux royaumes  à Paris en 1781. C'est un pamphlet politique dans lequel il est question de Benjamin Franklin, Beaumarchais, le Chevalier d'Eon et Linguet. Il s'attaque à la France notamment à la reine ainsi qu'aux États-Unis.
S'adressant en 1782 à une dame de Tours, pour obtenir décharge d'imposition, il lui écrit : Le bien que je fais dans la ville, dans la province et envers le roi, pour le service de la marine, ne me met pas à l'abri des examens stricts et sévères.... Je désire être fixé à 80 ou 90 #, sans préjudice du mieux, si cela se peut. Il n'est pas de quart d'heure que je ne fasse plus gagner au roi. On lui accorde une réduction, en lui disant que s'il demande des grâces particulières, c'est au ministre ou à l'intendant qu'il doit s'adresser.
François Delauney est l'auteur d'une lettre vers Benjamin Franklin. Dans une lettre datée du 9 mars 1783., il traite des sujets suivants : Effet préjudiciable de la paix sur le commerce du lin avec les États-Unis ; sur la question de la libre entrée du tabac en France ; quantité inhabituelle de ce produit consommé par les français. Résultat de la taxe sur ce produit ; préjudice pour les manufactures de Laval ; sollicite Franklin pour signaler cet état de fait aux Ministres du Roi..
Sa correspondance avec Charles-François de Maillé de la Tour-Landry, d'Entrammes, avec Jean Gaspard de Montécler et autres nobles, est sur le ton d'une grande intimité. L'arrivée au pouvoir de Necker avec lequel il avait été en relation, et qu'il reçut chez lui, l'enthousiasma

## Hôtel de Bel-Air
L'hôtel de Bel-Air à Laval a été construit pour François Delauney vers 1780. Il achète pour 15 600#, le 5 mars 1763, de Françoise Lemoine, veuve de René-François Moraine de La Motte, une maison toute meublée, rue des Curés à Laval. L'architecte est Pierre Pommeyrol. Des galeries souterraines et des grottes sont réalisées en 1786 par le maître-maçon René Meignan. Sur la façade ouest de l’hôtel, un médaillon est sculpté des initiales V.L.T. pour Vive La Toile. Il a voulu conserver le souvenir en faisant inscrire le nom de sa femme et le sien. Dans la maison, un dessus de porte représente, moûlé en plâtre, un vaisseau toutes voiles dehors, symbole de l'industrie qu'il avait importée à Laval.